# Zombitsia
Zombitsia es un género con una sola especie, Zombitsia lucorum Keraudr., de plantas con flores perteneciente a la familia Cucurbitaceae. 